# 橘古那可智
橘 古那可智（たちばな の こなかち、? - 天平宝字3年7月5日（759年8月21日））は、聖武天皇の夫人。正四位下中宮大夫橘佐為の娘。県犬養三千代の孫娘で、正一位左大臣橘諸兄の姪。橘夫人と呼ばれた。後に広岡朝臣姓を賜姓され、広岡古那可智となっている。

## 経歴
天平8年（736年）11月、伯父の橘諸兄・父の橘佐為らとともに、橘宿禰の賜姓を受け、天平9年（737年）2月に無位から従三位に叙せられており、同時に父佐為も従四位上から正四位下に昇進している。このため、この時期に聖武天皇の夫人（ぶにん）となったとされているが、既に皇子を生んでいる県犬養広刀自も同時に無位から従三位に叙位されていることから天皇のキサキになった時期とは分けて考えるべきだという見方もあり、光明皇后の実母で宮廷に大きな影響力があった祖母・県犬養三千代（天平5年1月死去）の存命中にその後ろ盾で入内したとする説もある。
天平21年（749年）4月、聖武天皇の東大寺行幸の折に正三位から従二位に昇進した。その後、正二位に昇叙され、橘奈良麻呂の乱が起こった2ヵ月後の天平宝字元年（757年）閏8月、妹真都我や同族の橘綿裳らとともに橘氏を改めて広岡朝臣姓を賜った。天平宝字3年（759年）7月に薨去したが、このときは「夫人正二位広岡朝臣古那可智」と記載されている。聖武天皇との間に皇子女はいなかった。
仏教に篤く帰依し、天平14年（742年）2月16日に経櫃の座2具、韓櫃3合、案机1足などの調度を、また同18年（746年）5月16日に『大般若経』600巻・『大宝積経』120巻・『薬師経』49巻からなる経典769巻をそれぞれ法隆寺に施入した。この時、「正三位橘夫人」とある。また、署名者の官職名より天平勝宝元年（749年）7月から翌年3月までの間に作成されたと判断できる「人々進納銭注文」の中に、藤原豊成・仲麻呂・乙麻呂らと名を連ねて、橘夫人の進納銭2貫69文が見える。翌年の「知識寺銭収納注文」などに、中央・地方の関係のない各方面からの進納銭注文の中に橘夫人家が参加しており、これらの進納銭は大仏鋳造用の丹の費用にあてたものであろうと推定される。天平勝宝4年（752年）4月の大仏開眼法会にも刀子・琥碧誦数を献じた。法隆寺の伝法堂は彼女の邸宅が移転されたものだといわれる。法隆寺には祖母の県犬養三千代が建立したとされる西円堂や叔母である光明皇后による寄進の記録が伝えられており、聖徳太子信仰や法隆寺を通じた祖母・叔母とのつながりがあったと考えられている。
大和国添上郡広岡（奈良県奈良市法蓮町）にある普光寺は、古那可智が聖武天皇のために建立したといわれている。同寺は天平勝宝5年（752年）に創建され、古那可智逝去の翌年である天平宝字4年（760年）に定額寺の待遇を受けている（『東大寺要録』）。橘奈良麻呂の乱後にも関わらず、古那可智ゆかりの寺院を当時の藤原仲麻呂政権が庇護したのは、彼女が宗家と異なり、叔母の光明皇后と共に藤原氏に近い立場を取っていたからと推測する説もある。

## 略年譜
注記のないものは『続日本紀』による
- 天平8年（736年）11月11日：橘宿禰賜氏姓
- 天平9年（737年）2月14日：聖武天皇夫人・従三位
- 天平14年（742年）：見夫人・正三位（『寧楽遺文』による）
- 天平21年（749年）4月1日：従二位
- 時期不詳：正二位
- 天平勝宝9歳（757年）閏8月18日：広岡朝臣に改氏姓
- 天平宝字3年（759年）7月5日：薨去